# Таласократія
Таласокра́тія (від грец. θάλασσα — море та грец. κρατία — влада) — тип цивілізації або форма сучасної держави, все економічне, політичне і культурне життя яких внаслідок браку земельних ресурсів або особливостей географічного положення, зосереджується на діяльності, так чи інакше пов'язаній з морем, морським судноплавством і контролем морських просторів, островів та прибережних регіонів.

## Таласократія та імперія
Таласократія може виступати як перший етап на шляху становлення імперії, наприклад Британської, Португальської. Головною відмінністю таласократії від імперії є те, що таласократія, як правило не контролює значних земельних просторів, віддалених від моря вглиб континенту. Таласократія в основному будується на лінійних ланцюжках прибережних міст-портів, в яких проживають або які контролюють вихідці з головного міста (метрополії).

### Мінойська таласократія
Першою таласократію із чіткою таласократичною політико-економічною політикою стала держава мінойського Криту. Мінойці розгорнули активну зовнішньополітичну діяльність, спираючись на перевагу свого флоту. Їхня діяльність, головним чином, зачіпала басейн Егейського моря, проте існували міцно налагоджені контакти як з країнами Західного Середземномор'я, так і Східного. Мінойська таласократія припинила існування в середині 2 тисячоліття до н. е. внаслідок не до кінця з'ясованих причин. Досить широко поширена теорія, що пов'язує занепад цивілізації стародавнього Криту із виверженням вулкана на острові Санторін.

### Фінікія
Типовою таласократією була й Фінікійська держава. Фінікійські міста Тір, Бібл та Сідон надсилали величезний флот для дослідництва, торговлі та заснування нових колоній на різних узбережжях морів Середземноморського регіону.

## Європейські таласократії
Типовими прикладами таласократії Середньовічної Європи були Морські республіки, найвідоміші з яких є незалежні міста-держави Венеція та Генуя. Венеція, розташована на островах в лагуні Адріатичного моря і Генуя, затиснута з усіх боків відрогами Лігурійського хребта, не мали у своєму розпорядженні значних земельних ресурсів, тож їх населення у своїй більшості змушене було зайнятися рибальством, а пізніше мореплавством.
Політичні процеси в італійських містах Середньовіччя сприяли розвитку сильного флоту, а капіталістичні відносини, що зароджувалися у цей період, сприяли розвитку повномасштабної торгівлі в портах цих міст, що займалися у тому числі і работоргівлею з країнами Сходу.